# Encontrados (paroisse civile)
Pour les articles homonymes, voir Encontrados.
Encontrados est l'une des deux paroisses civiles de la municipalité de Catatumbo dans l'État de Zulia au Venezuela. Sa capitale est Encontrados, chef-lieu de la municipalité.